# Sneglu-Halla þáttur
Sneglu-Halla þáttur (på fornnordiska Sneglu-Halla þáttr) är en tåt, en kort islänningasaga som finns bevarad i något olika versioner i Flateyjarbók, Morkinskinna och Hrokkinskinna. Sagans huvudperson är skalden Sneglu-Halle.